# Juan Boselli
Juan Martín Boselli Duque (Montevideo, 28 de octubre de 1994) es un futbolista uruguayo que juega como extremo izquierdo. Actualmente se encuentra en el Juventud de la Primera División de Uruguay.

## Clubes
| Club                          | País    | Año           |
| ----------------------------- | ------- | ------------- |
| Fénix                         | Uruguay | 2015 - 2016   |
| Juventud (cedido)             | Uruguay | 2015 - 2016   |
| Peñarol                       | Uruguay | 2016 - 2019   |
| Montevideo Wanderers (cedido) | Uruguay | 2017          |
| Valladolid "B" (cedido)       | España  | 2018 - 2019   |
| Albacete Balompié             | España  | 2019 - 2019   |
| Internacional de Madrid       | España  | 2019 - 2020   |
| CA Fénix                      | Uruguay | 2021          |
| Boston River                  | Uruguay | 2022          |
| La Luz                        | Uruguay | 2023-2024     |
| Juventud                      | Uruguay | 2025-presente |

## Palmarés

### Campeonatos nacionales
| Título              | Club    | País    | Año  |
| ------------------- | ------- | ------- | ---- |
| Campeonato Uruguayo | Peñarol | Uruguay | 2017 |
| Supercopa Uruguaya  | Peñarol | Uruguay | 2018 |